# Saint-Genest-de-Beauzon
Saint-Genest-de-Beauzon település Franciaországban, Ardèche megyében. Lakosainak száma 335 fő (2022. január 1.). Saint-Genest-de-Beauzon Les Assions, Lablachère és Payzac községekkel határos.

## Népesség
A település népessége az elmúlt években az alábbi módon változott:
| Lakosok száma | 225  | 197  | 201  | 234  | 309  | 315  | 318  | 332  | 337  | 335  |
|               | 1968 | 1982 | 1990 | 2006 | 2013 | 2015 | 2017 | 2019 | 2020 | 2022 |